# 1959 en littérature
| Années de la littérature : 1956 - 1957 - 1958 - 1959 - 1960 - 1961 - 1962    |
| Décennies de la littérature : 1920 - 1930 - 1940 - 1950 - 1960 - 1970 - 1980 |

Cet article présente les faits marquants de l'année 1959 en littérature.

## Événements
- 21 mai : Henri Troyat est élu à l'Académie française.
- 23 mai : Nikita Khrouchtchev ordonne la fin de la campagne contre le révisionnisme dans la littérature en URSS.
- 19 juin : Rédaction du livre La Gangrène sur les cas de torture en pleine guerre d'Algérie.
- Second Congrès des Écrivains et Artistes noirs à Rome (SAC).
- Le roman autobiographique Emmanuelle (édité par Losfeld) est censuré[1].

## Presse
- 29 octobre 1959, premier numéro du journal de bandes dessinées Pilote vendu à 300 000 exemplaires.

## Parutions

### Essais
- Paul Claudel, La Rose et le Rosaire.
- Claude Dervenn, Les Açores, éd. Horizons de France, coll. Visages du monde (21 février), 163 pages.
- Jean Dutourd, L'Âme sensible (Gallimard)
- Frantz Fanon, L'An V de la révolution algérienne, éd. François Maspero
- Pierre Miquel (historien), L'Affaire Dreyfus, éd. P.U.F. / Que sais-je ?.
- Louis Réau, Histoire du vandalisme : Les monuments détruits de l'art français.
- Léo W. Simmons et Don C. Talayesva, Soleil Hopi. L'autobiographie d'un Indien Hopi. Librairie Plon. Coll. Terre Humaine.

### Romans

#### Auteurs francophones
- Jacques Bens, La Plume et l'ange (Gallimard).
- Antoine Blondin, Un singe en hiver.
- Monique Corriveau, Le Secret de Vanille.
- Vladimir Pozner, Le Lieu du supplice
- Raymond Queneau, Zazie dans le métro (février).
- Françoise Sagan, Aimez-vous Brahms...
- Nathalie Sarraute, Le Planétarium.
- Henri Vincenot, Les Yeux en face des trous. L'écologie réelle si différente de l'écologie légale.

#### Auteurs traduits
- William S. Burroughs (américain), Le Festin nu.
- Dino Buzzati (italien), L'Image de pierre.
- James A. Michener (américain), Hawaï.
- Flannery O'Connor (américaine), La Sagesse dans le sang, aux éditions Gallimard, traduction de Maurice-Edgar Coindreau (publication originale : Wise Blood, 1952).
- Pier Paolo Pasolini (italien), Una vita violente.
- Vasco Pratolini (italien), Un héros de notre temps.

### Nouvelles
- Jean Dutourd, Les Dupes (Gallimard).

### Poésie
- Composition de « Sable mouvant », testament poétique de Pierre Reverdy.

## Théâtre
- 17 août : Première de la pièce Bousille et les Justes de Gratien Gélinas, présentée à la Comédie canadienne de Montréal. C'est une peinture colorée d'une société où l'on cherche à tout prix à éviter le scandale.
- 23 septembre : Jean-Paul Sartre, Les Séquestrés d'Altona.
- 21 octobre : Inauguration de l’Odéon théâtre à Paris avec Tête d'or de Paul Claudel.
- 28 octobre : Les Nègres, pièce de Jean Genet.

- Jean Anouilh, Becket ou l'Honneur de Dieu.
- Eugène Ionesco, Rhinocéros.
- Jean-Louis Barrault prend la direction de l'Odéon Théâtre de France jusqu'en 1968.

## Principales naissances
- 1er janvier : Michel Onfray, philosophe français.
- 20 janvier : Robert Anthony Salvatore, auteur américain de science-fiction et de fantasy.
- 26 janvier : Ayerdhal, auteur français de science-fiction et de romans policiers († 27 octobre 2015).
- 7 février : Christine Angot, romancière, dramaturge et chroniqueuse française.
- 11 mars : Dejan Stojanović, poète serbo-américain, écrivain, essayiste, philosophe, et journaliste.
- 11 avril : Edward Langille, professeur de lettres universitaire canadien, spécialiste de la langue et de la littérature françaises.
- 30 avril : Alessandro Barbero, écrivain italien.
- 13 juin : Maurice G. Dantec, écrivain français († 25 juin 2016).
- 2 octobre : Bruce Balan, écrivain américain.
- 31 octobre : Neal Stephenson, écrivain américain de science-fiction.
- 20 novembre : Lori Saint-Martin, écrivaine, traductrice et critique littéraire québécoise († 21 octobre 2022).
- 26 décembre : Cathy Dutruch, autrice française de littérature d'enfance et de jeunesse.
- 28 mai : Bernardine Evaristo, romancière, critique littéraire et universitaire nigério-britannique.

## Principaux décès
- 26 mars : Raymond Chandler, écrivain américain, 71 ans.
- 23 juin : Boris Vian, écrivain français, 39 ans.
- 17 septembre : Benjamin Péret, poète surréaliste français, 60 ans.